# طنجية
الطنجية أكلة مغربية تطبخ في المغرب وهي ذات انتشار واسع وهي على اسم مدينة مراكش العريقة، تنتمي لأهم أطباق المطبخ المغربي يعدها الرجال فقط.

## تاريخ
يعد طبق الطنجية طبقا عريقا بمدينة مراكش المغربية حيث ذكره الفقيه العلامة محمد بن سعيد المرغيتي في منشوره الشعري «تحفة المحتاج في حكم أكل الناس للدجاج» (1089 هـ)، إذ أدرج فيه مجموعة من الأحكام المتعلقة بالطهي، كما سعى إلى الفصل في نازلة أكل الناس اللحوم التي تطهى في أفران تقليدية يتم إيقادها بمواد نجسة. ويقول في هذا الصدد:

## المكونات
- كيلو غرام ونصف من لحم العجل الفتي
- 5 أضراس ثوم
- نصف كأس شاي من زيت الزيتون
- ملعقة كبيرة من السمن مدوب ومعلك
- ملعقة صغيرة من الزعفران الحر مدقوق
- نصف حامضة (مصيرة)
- كأس من الماء
- ملعقة كبيرة من الكمّون
- ملح حسب الرغبة

## التحضير
- يقطع اللحم إلى قطع صغيرة ويوضع في الطنجية (قدر من الفخار).[3]
- يرمى فيها الزيت والسمن والثوم المدقوق والبصل المقطع إلى شطائر رقيقة والقزبر حبوب مدقوق والزعفران واسكين جبير والملح والفلفل الأحمر الحلو ونصف لتر من الماء.
- تحرك القدر جيدا حتى تتمازج كل العناصر فيما بينها.
- تقفل القدر بإحكام بواسطة ورق سميك فيه ثقب صغير مربوطة بخيط مثين.
- ترسل الطنجية إلى الفرن العمومي لتطهى في الرماد الساخن. (عادة صاحب الفرن يعرف كيفية طهي الطنجية والمدة اللازمة لذلك).
- تقدم الطنجية ساخنة.

## أكبر طنجية
تم إعداد أكبر طنجية في مدينة مراكش يوم السبت 4 أبريل من سنة 2009 في ساحةجامع الفنا يبلغ طولها مترين
وقد تم صنعها في تمصلوحت وتم طهيها بلحم عجلين يبلغ وزنهما حوالي 400 كلغ